# 이항 (수학)
이항(transposition, 移項)은 등식 또는 부등식의 한 변에 있는 항을 그 부호를 바꿔 다른 변으로 옮기는 것을 말한다.

## 이항에서의 등식의 성질
이항은 등식의 성질에 의해서 등식에 어떤 한 변에 있는 항이 부호가 바뀌어 다른 변으로 옮겨지는 것을 말한다.

### 덧셈과 뺄셈의 이항관계
덧셈의 이항
{\displaystyle 1+1=2}
{\displaystyle 1=2-1}
등식의 성질을 이용해서 양변에 똑같이 {\displaystyle -1}을 해준다.
{\displaystyle 1+1=2}
{\displaystyle 1+1-1=2-1}
<math>  1  = 4 -1</mat다

## 같이 보기
- 사칙연산